# Marek Stoniš
Marek Stoniš (* 24. března 1967 Opava) je český novinář.
Jako novinář začínal v regionálním tisku (Moravskoslezský den, Region), poté pracoval v Českém deníku, Lidových novinách, Mladé frontě Dnes, TV Nova, v časopise Strategie. Od roku 2008 pracoval v časopise Reflex, v letech 2016–2022 časopis vedl v pozici šéfredaktora. V roce 2023 spoluzaložil satirický časopis To. Je moderátorem pořadu Prostor pro dva v Rádiu Prostor.
Vydal knihy Klaus & ti druzí: osobní inventura Petra Havlíka (1998, spolu s Petrem Havlíkem) a Politické (o)bludy (2007, se Štěpánem Marešem).  
Je synem spisovatele Miroslava Stoniše.